# Tona (kommun i Colombia)
Tona är en kommun i Colombia.   Den ligger i departementet Santander, i den centrala delen av landet, 300 km norr om huvudstaden Bogotá. Antalet invånare är 6 690. Arean är 342 kvadratkilometer.
Terrängen i Tona är huvudsakligen bergig, men österut är den kuperad.